# پطرو
پطرو روستایی در دهستان صفائیه بخش مرکزی شهرستان زاوه استان خراسان رضوی ایران است. بر پایه سرشماری عمومی نفوس و مسکن در سال ۱۳۹۰ جمعیت این روستا ۱٬۵۷۶ نفر (در ۴۳۷ خانوار) بوده است.
روستای پطرو به دلیل تولید زیاد زعفران،پایتخت زعفران ایران نام دارد.ودارای آسباد تاریخی شهرستان زاوه  می باشد.